# Gólyaorrfélék
A gólyaorrfélék (Geraniaceae) a gólyaorrvirágúak (Geraniales) rendjébe tartozó növénycsalád. A család nevét a Geranium (gólyaorr) nemzetségről kapta. A gólyaorrok mellett a családba tartoznak a muskátlik, amiket megtévesztő módon gerániumoknak is neveznek; a modern botanika ezeket a Pelargonium nemzetségbe sorolja.
A családba mintegy 800 faj tartozik, 7-10 nemzetségre elosztva, a Királyi Botanikus Kertek adatbázisa szerint. A fajokban leggazdagabb nemzetségek a Geranium (430 faj), Pelargonium (280 faj) és az Erodium (80 faj).
Lágyszárúak és félcserjék tartoznak ide. A Sarcocaulon nemzetség pozsgás növényeket tartalmaz, a többi jellemzően nem. A legtöbb faj mérsékelt vagy meleg-mérsékelt területeken él, bár vannak köztük trópusiak is. A Pelargonium nemzetség biodiverzitásának központja Dél-Afrika Cape Province területén található, meglepő változatosságú vegetatív és virágos formákkal.

## Jellemzőik
A gólyaorrfélék levelei szórt állásúak, tagoltak, általában mirigyszőrök borítják. Ezekben a mirigyszőrökben termelődnek a növények (például muskátli) jellegzetes illatát adó illóolajok, amik főként a monoterpén geraniolból és citronellolból állnak.  
Virágaik hímnősek, körönként öttagúak, aktinomorfak, de enyhe zigomorfia is előfordul. A csészén gyakran sarkantyú található. Termésük az öt megnyúlt bibeszál összenövéséből létrejövő, ún. gólyaorrtermés (erre utal a Geranium és Erodium nemzetségek magyar neve). Éréskor kiszáradva hirtelen részekre hasad a központi oszlop mentén, a meggörbült vagy összecsavarodott részek kilövődnek vagy higroszkóposan a talajba fúródnak.

## Nemzetségek
A gólyaorr (Geranium) és a gémorr (Erodium) nemzetség számos faja elterjedt gyomnövény:
- a bürökgémorr (Erodium cicutarium) szántókon és száraz gyepeken elterjedt, mára kozmopolitává lett faj;
- a piros gólyaorr (Geranium sanguineum) sztyepprétek szegélynövénye;
- a nehézszagú gólyaorr (Geranium robertianum) sziklás erdők, kőfalak kellemetlen szagú növénye.

A Dél-Afrikában honos muskátli (Pelargonium) nemzetség kb. 280 faja közül Magyarországon a kerti muskátli vagy sávoslevelű muskátli (Pelargonium zonale) a legelterjedtebb. A muskátlik virágai már enyhén aszimmetrikusak vagy zigomorfak.
Az 1-3 fajt tartalmazó Hypseocharis nemzetség az APG rendszerezésében opcionálisan leválasztható a gólyaorrfélékről a különálló egygénuszos Hypseocharitaceae családba (egyes régebbi források az Oxalidaceae-be sorolták). A nemzetség a gólyaorrfélék többi részének testvércsoportja, Dél-Amerika délnyugat-andoki területén őshonos.
A Rhynchotheca nemzetség az újabb osztályozások szerint a gólyaorrvirágúak Vivianiaceae családjába sorolódik.

## Képek

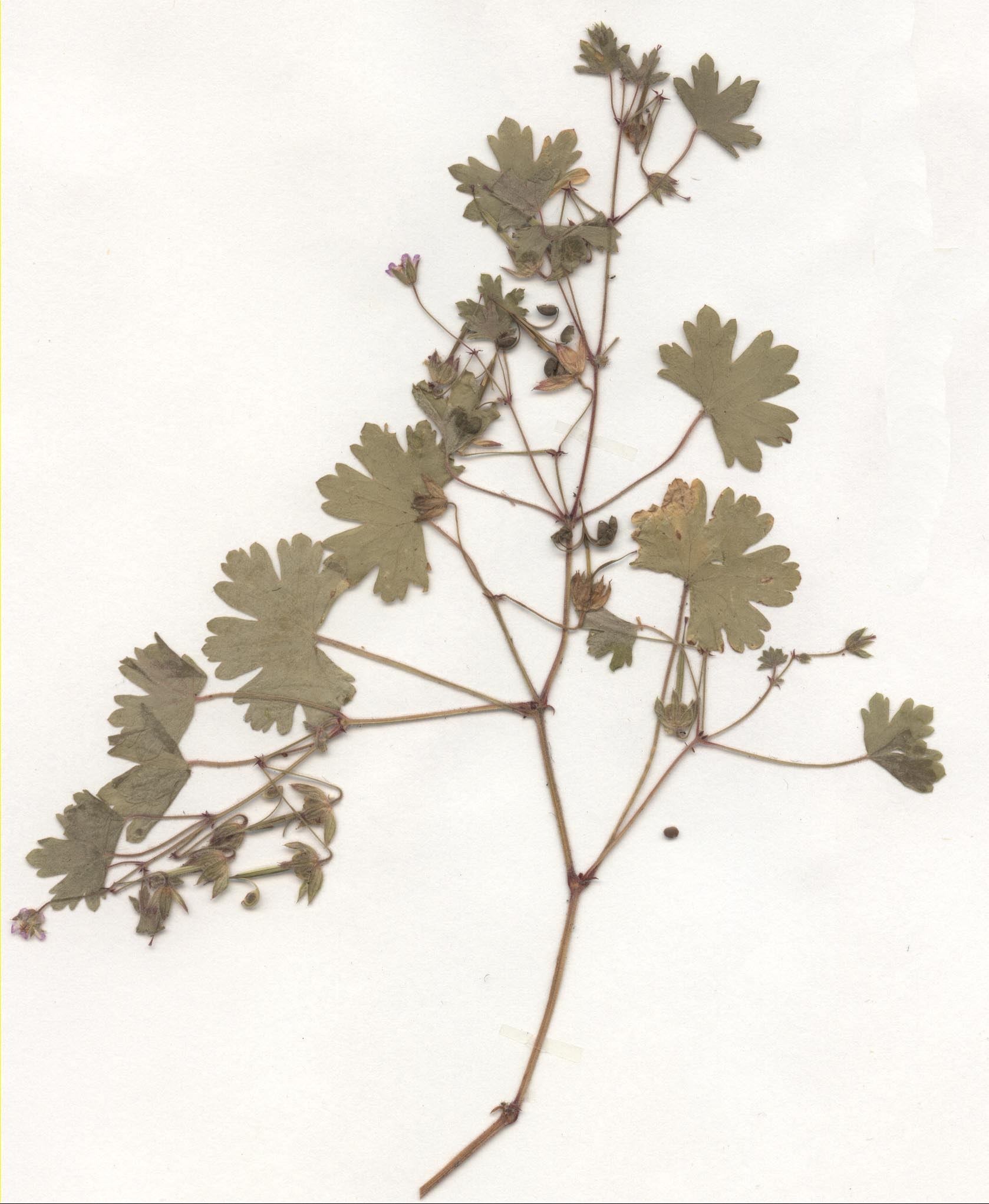
Kereklevelű gólyaorr herbáriumi példánya, érett terméssel
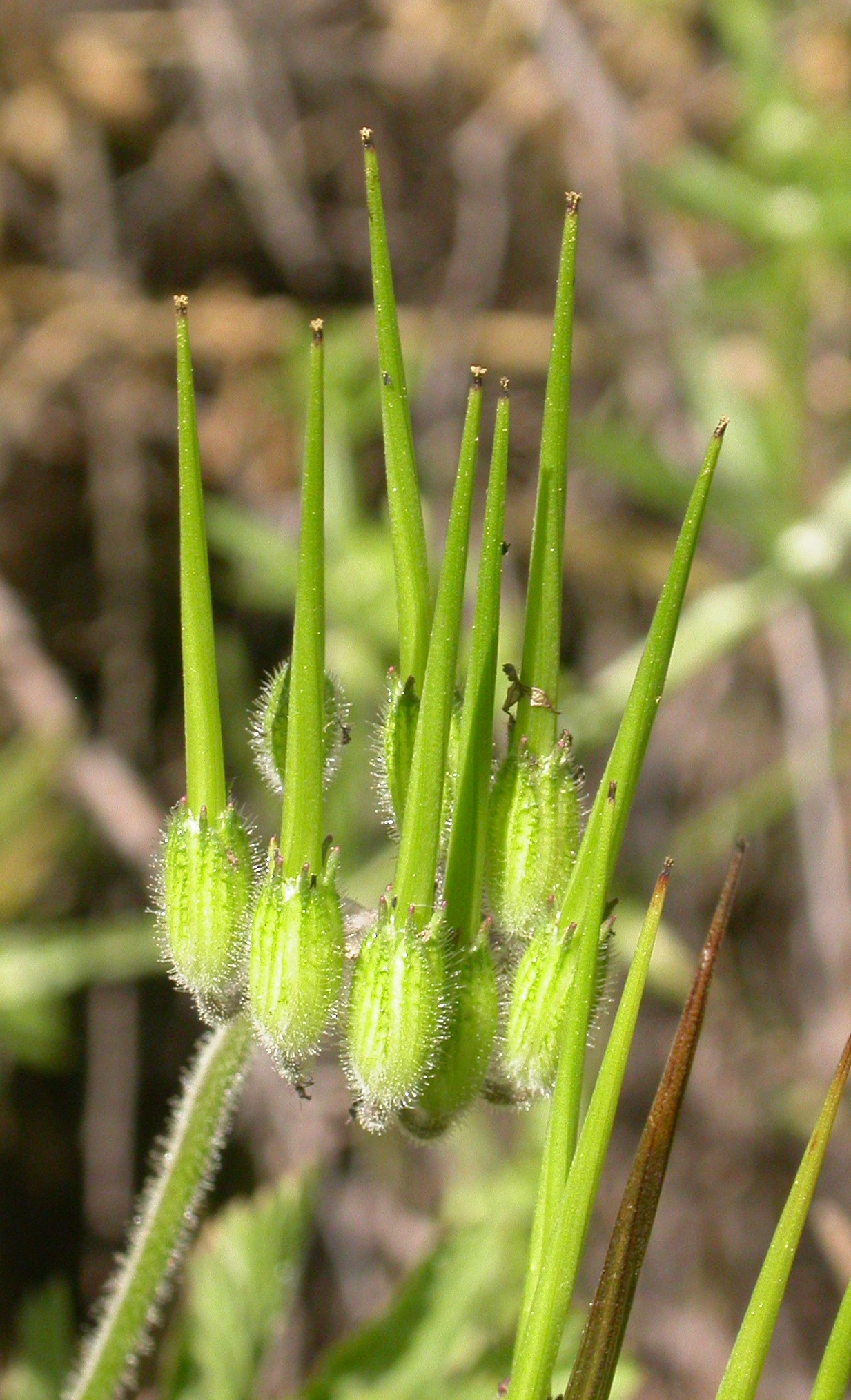
Erodium botrys éretlen termése
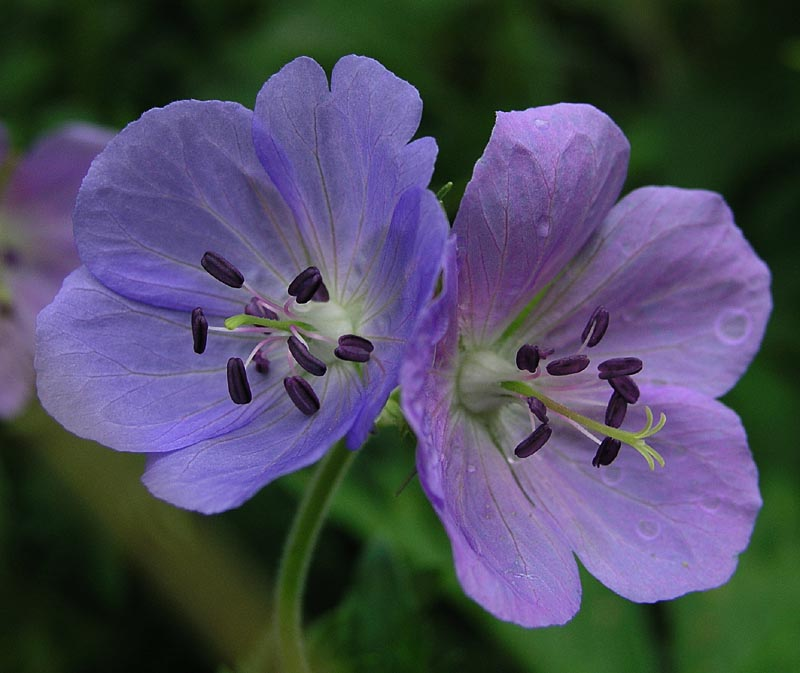
Mezei gólyaorr (Geranium pratense) aktinomorf virágai
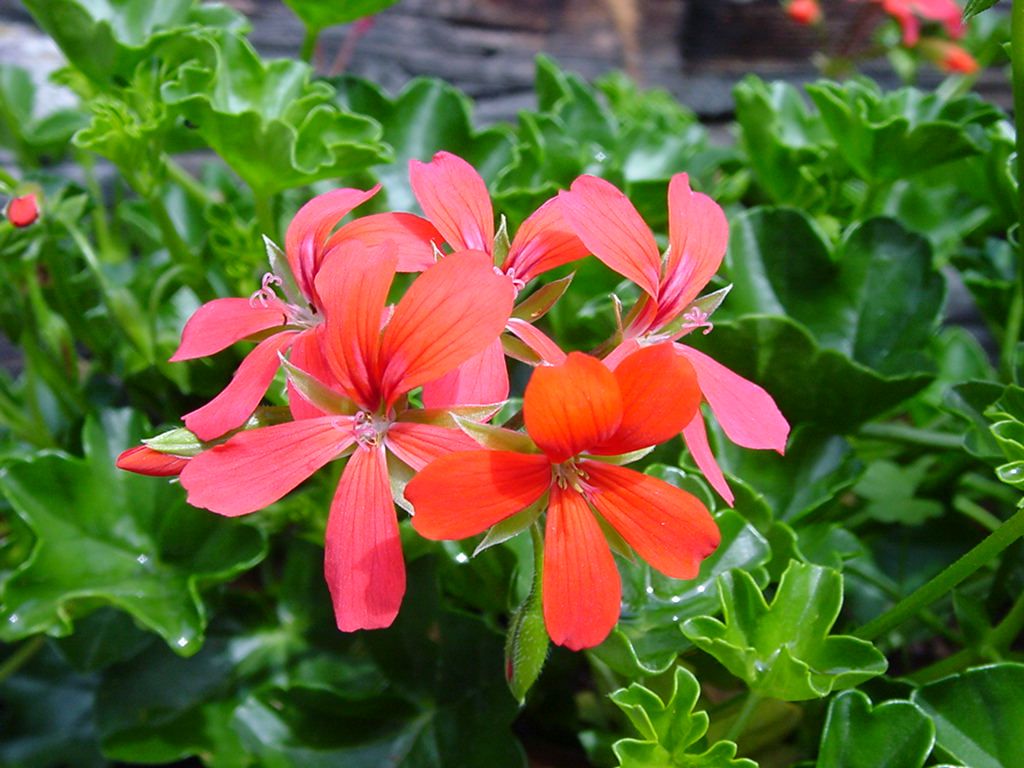
Muskátli (Pelargonium nemzetség) zigomorf virágai)
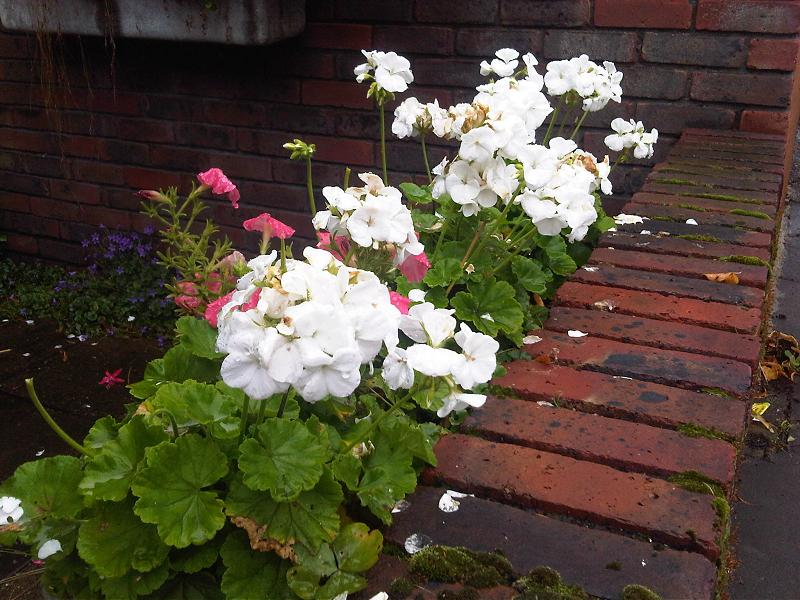
fehér muskátlik
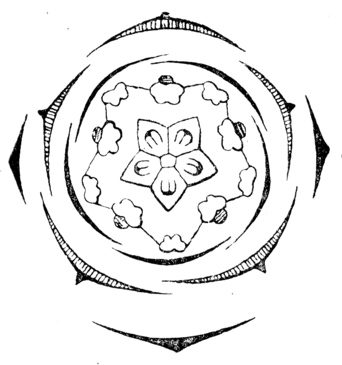
Geranium pratense virágdiagramja
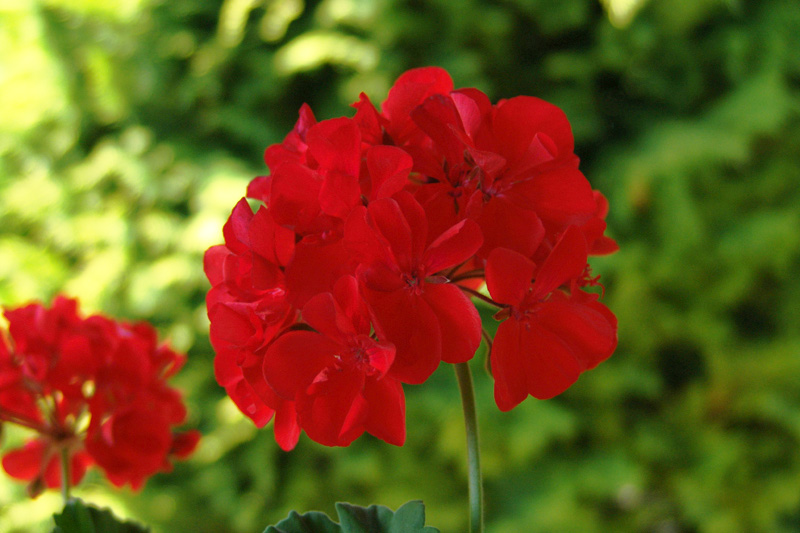
Termesztett Pelargonium ernyője
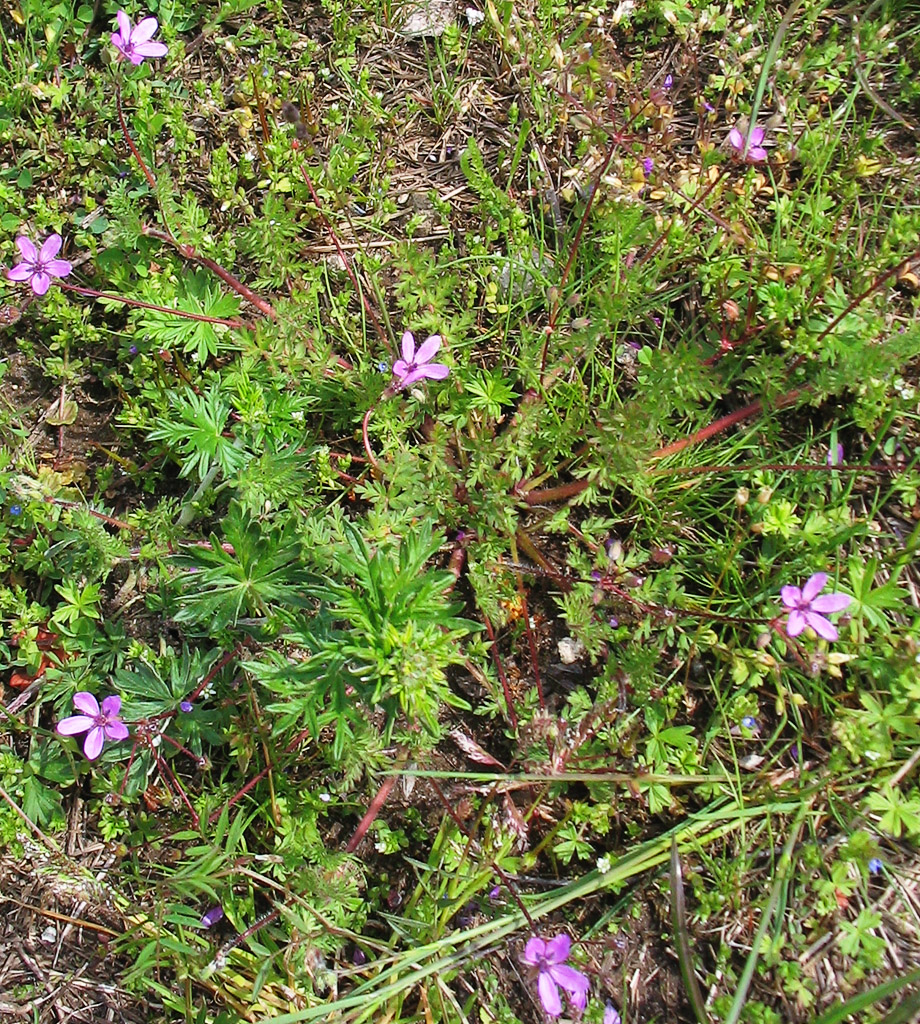
Bürökgémorr
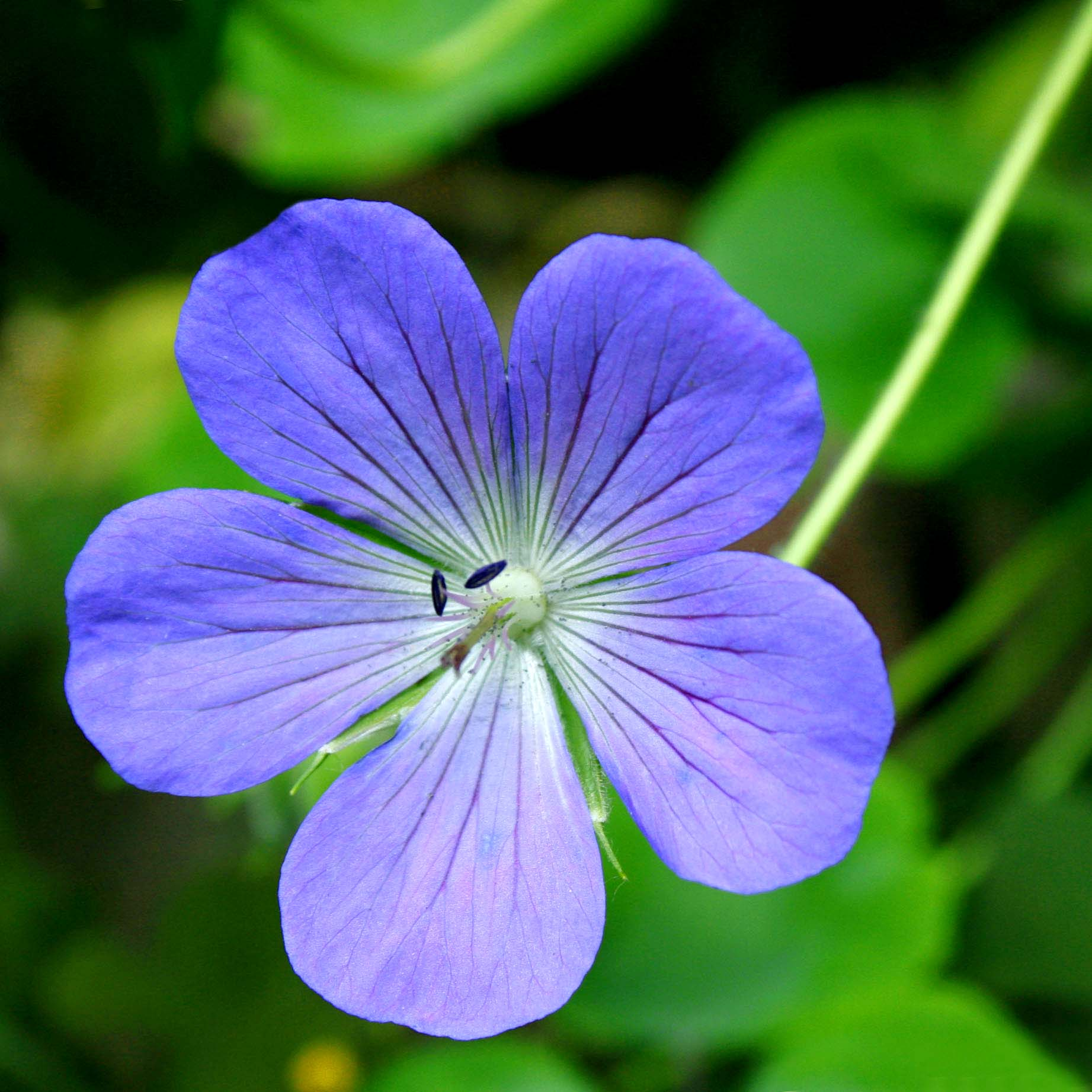
mezei gólyaorr
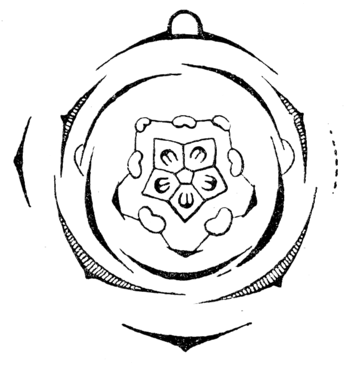
Kerti muskátli (Pelargonium zonale) virágdiagramja
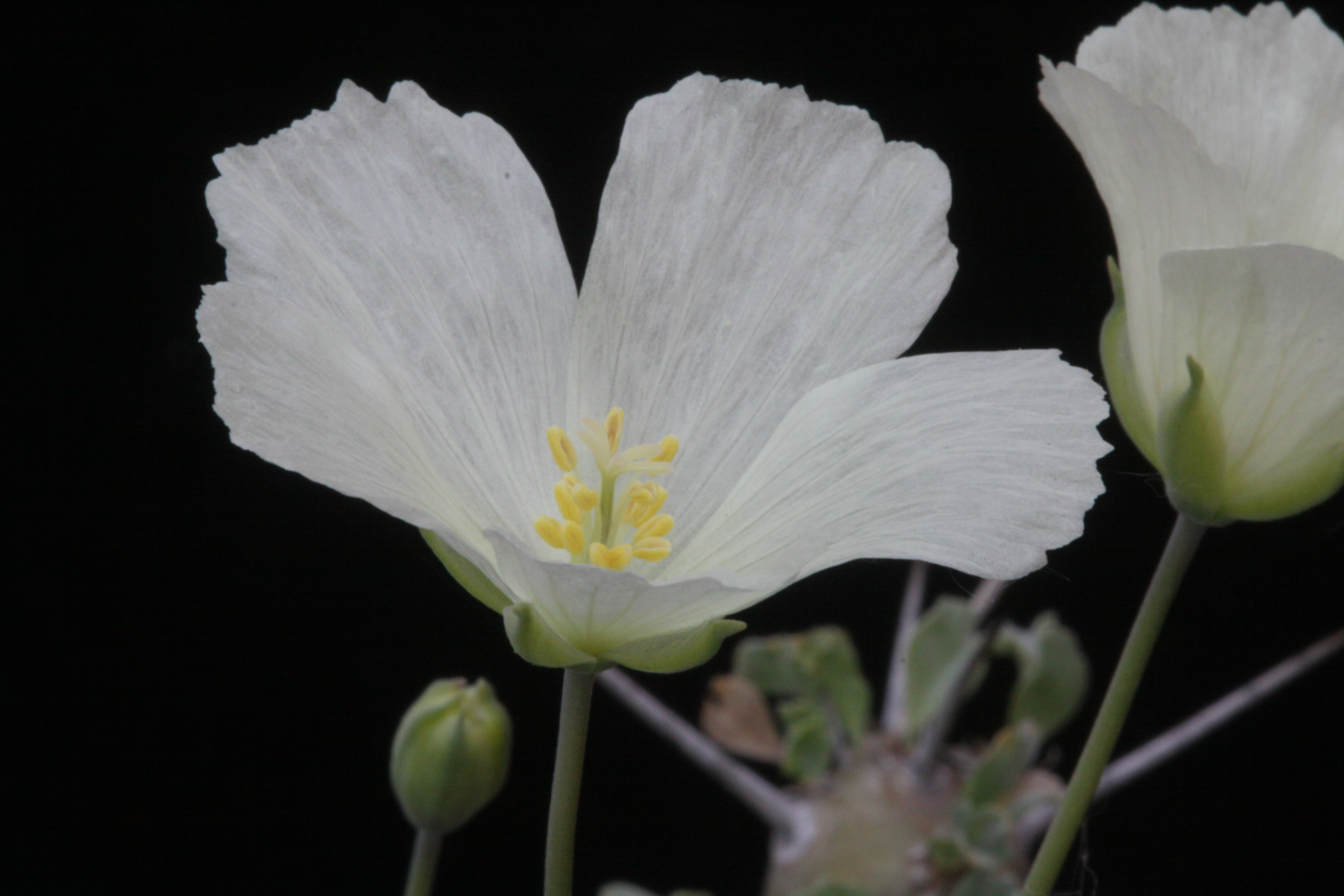
Sarcocaulon crassicaule
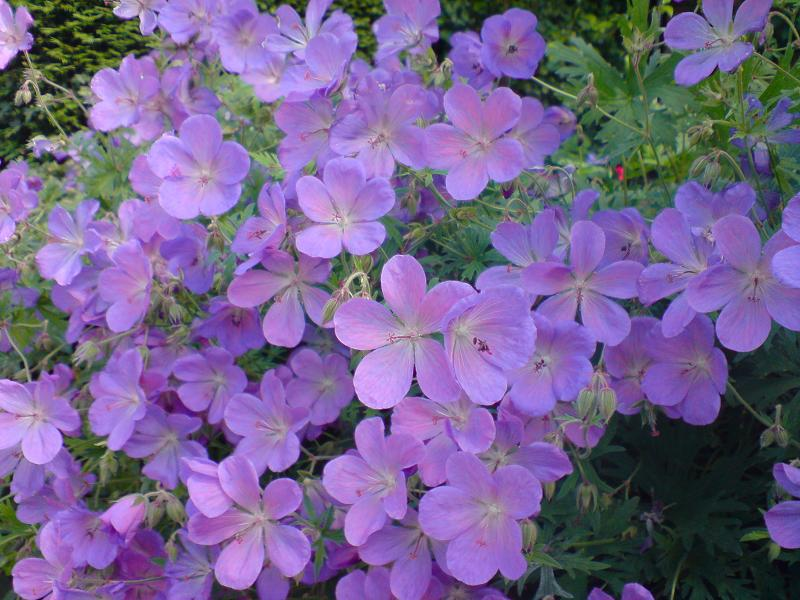
Gólyaorr (Geranium sp.)

## Fordítás
- Ez a szócikk részben vagy egészben  a   Geraniaceae című angol Wikipédia-szócikk ezen változatának fordításán alapul.  Az eredeti cikk szerkesztőit annak laptörténete sorolja fel. Ez a jelzés csupán a megfogalmazás eredetét és a szerzői jogokat jelzi, nem szolgál a cikkben szereplő információk forrásmegjelöléseként.